# NGC 738
NGC 738 je galaksija u zviježđu Trokut.

## Vanjske poveznice
- SEDS: NGC 738